# Федеральный художественный проект
Федеральный художественный проект (иногда Федеральный проект развития искусств; англ. Federal Art Project, FAP) — американская программа государственного финансирования изобразительного искусства, являвшаяся частью «Нового курса» Франклина Рузвельта; продолжалась с 1935 по 1943 год; главой проекта, финансировавшегося Управлением общественных работ (WPA), являлся куратор Хольгер Кэхилл (Holger Cahill); проект входил в число пяти федеральных проектов, направленных на поддержку деятелей культуры (Federal Project Number One). В рамках данного художественного проекта, WPA создала более 100 художественных центров по всей территории США, поддержав во время Великой депрессии около 10 тысяч художников и ремесленников.